# Hilma Mila
Hilma Margareta Carolina Mila, född 28 juni 1899 i Masthuggs församling i Göteborg, död 17 januari 1985 i Örgryte församling, var en svensk textilkonstnär, akvarellist och tecknare.
Hon var dotter till kassören Robert Nordlund och Maria Jansson och från 1926 gift med Joël Mila. Hon studerade vid Slöjdföreningens skola i Göteborg och under arbetsresor till Paris, Italien och Schweiz. Separat ställde hon ut på Medéns konstavdelning i Göteborg 1942 och tillsammans med sin man ställde hon ut ett flertal gånger på Röhsska konstslöjdmuseet samt Olsens konstsalong. Hennes konst består av stilleben, blommor och landskap utförda i akvarell samt kyrkliga textilier.